# شنکو
شَنکو (به انگلیسی shanko) نام قله ای در شهرستان سلسله به ارتفاع 1995 متر که در روستای ریگ سفید (سلسله) و بین این دِه و روستای ژیریان قرار گرفته و به علت منظره بسیار زیبایش از بخش اعظم شهرستان سلسله و جنگل های بلوط در بین بومیان منطقه بسیار مشهور و محبوب است.
در یک سمت این کوه پوشش جنگلی و در سمت دیگر علفزار است. همچنین پوشش گیاهی این مکان شامل گیاهانی چون گون و چای کوهی (به زبان محلی کُلکِنَه) گل گاوزبان و بابونه و کنگر میشود.